# UFC Fight Night: Magny vs. Prates
UFC Fight Night: Magny vs. Prates (también conocido como UFC Fight Night 247, UFC Vegas 100 y UFC on ESPN+ 105) fue un evento de artes marciales mixtas producido por Ultimate Fighting Championship que se llevó a cabo el 9 de noviembre de 2024 en el UFC Apex, en Las Vegas, Nevada.

## Historia
Se esperaba que una pelea de peso mosca entre el ex dos veces campeón de peso mosca de UFC Brandon Moreno y Amir Albazi encabezara el evento. En un inicio ambos iban a enfrentarse en UFC Fight Night: Moreno vs. Royval 2 a principios de año, pero Albazi se retiró debido a una lesión en el cuello. Sin embargo, se anunció un día después de ese informe que la pelea se trasladó a UFC Fight Night: Moreno vs. Albazi una semana antes de este evento.
Está previsto que una pelea de peso welter entre Neil Magny y Carlos Prates sea el evento principal.
Una pelea de peso gallo entre el ex campeón de peso gallo de UFC Cody Garbrandt y el ex campeón de peso gallo de LFA Miles Johns estaba originalmente programada para UFC Fight Night: Royval vs. Taira. Sin embargo, la pelea se trasladó a este evento por razones desconocidas.
Se espera que el ex campeón mundial de peso mediano y semipesado de ONE, Reinier de Ridder, haga su debut promocional en una pelea de peso mediano contra Gerald Meerschaert en este evento.
Para este evento estaba prevista una pelea de peso gallo femenino entre Melissa Mullins y Montserrat Rendón. Sin embargo, Rendón se retiró de la pelea por razones desconocidas y fue reemplazada por la recién llegada a la promoción Klaudia Syguła.

## Bonificaciones
Los siguientes peleadores recibieron bonos de $50.000.
- Pelea de la Noche:  No se otorgó ninguna bonificación.
- Actuación de la Noche: Carlos Prates, Mansur Abdul-Malik, Charles Radtke y Da'Mon Blackshear